# Helsingin Sanomats litteraturpris
Helsingin Sanomats litteraturpris (finska: Helsingin Sanomien kirjallisuuspalkinto) är ett finländskt litteraturpris för årets bästa skönlitterära förstlingsverk, skrivet på finska. Priset instiftades 1995 som efterträdare till J.H. Erkko-priset, döpt efter poeten Juhana Heikki Erkko. Priset delas ut av dagstidningen Helsingin Sanomat. År 2012 var prissumman 15 000 euro.

## Pristagare
- 1995 Sari Mikkonen: Naistenpyörä, ISBN 951-0-20434-X
- 1996 Juha K. Tapio: Frankensteinin muistikirja, ISBN 951-26-4164-X
- 1997 Marja Kyllönen: Lyijyuuma, ISBN 951-0-22048-5
- 1998 Katri Tapola: Kalpeat tytöt, ISBN 951-31-1329-9
- 1999 Jyrki Vainonen: Tutkimusmatkailija ja muita tarinoita, ISBN 952-9646-82-8
- 2000 Olli Heikkonen: Jakutian aurinko, ISBN 951-31-1785-5
- 2001 Reidar Palmgren: Fötterna först (Jalat edellä), ISBN 952-459-141-3
- 2002 Reko Lundán: Ilman suuria suruja, ISBN 952-459-387-4
- 2003 Riku Korhonen: Kahden ja yhden yön tarinoita, ISBN 952-5194-64-7
- 2004 Sanna Karlström: Taivaan mittakaava, ISBN 951-1-19355-4
- 2005 Juhani Känkänen: Toivon mukaan, ISBN 951-851-031-8
- 2006 Armas Alvari: Varmat tapaukset, ISBN 951-31-3720-1
- 2007 Henriikka Tavi: Esim. Esa, ISBN 978-951-851-110-9
- 2008 Katri Lipson: Kosmonautti, ISBN 978-951-31-4294-0
- 2009 Leena Parkkinen: Sinun jälkeesi, Max, ISBN 978-951-851-205-2
- 2010 Alexandra Salmela: 27 eli kuolema tekee taiteilijan, ISBN 978-951-851-302-8
- 2011 Satu Taskinen: Täydellinen paisti, ISBN 978-951-851-381-3
- 2012 Aki Ollikainen: Nälkävuosi, ISBN 978-952-234-089-4
- 2013 Erkka Filander: Heräämisen valkea myrsky[2] ISBN 978-952-5954-73-9
- 2014 Pajtim Statovci: Kissani Jugoslavia,[3] ISBN 978-951-1269-78-6
- 2015 Saara Turunen: Rakkaudenhirviö, ISBN 978-951-318-273-1
- 2016 Hanna Weselius: Alma!, ISBN 978-951-041-994-6
- 2017 Pauli Tapio: Varpuset ja aika, ISBN 978-952-305-077-8
- 2018 Eeva Turunen: Neiti U muistelee niin sanottua ihmissuhdehistoriaansa[4] , ISBN 978-952-234-506-6
- 2019 Jouni Teittinen: Sydäntasku[5] ISBN 978-952-305-126-3
- 2020 Terhi Kokkonen: Rajamaa[6] ISBN 978-951-1-34665-4
- 2021 Meri Valkama: Sinun, Margot[7] ISBN 978-951-0-45620-0